# Ewa Kasprzyk

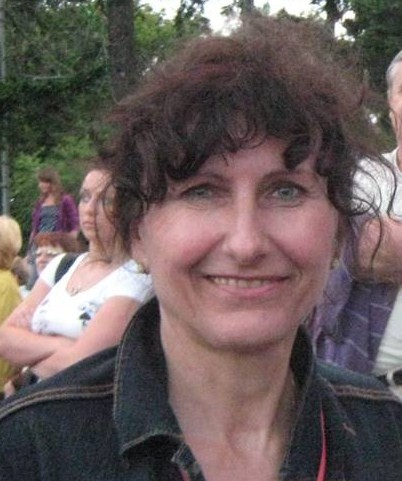
Ewa Kasprzyk 2010

Ewa Kasprzyk (* 7. September 1957 als Ewa Witkowska) ist eine ehemalige polnische Sprinterin.
Bei den Weltmeisterschaften 1983 in Helsinki wurde sie Achte über 200 Meter. 1986 gewann sie über dieselbe Distanz Silber bei den Halleneuropameisterschaften in Madrid und wurde Fünfte bei den Europameisterschaften in Stuttgart. Bei den Europameisterschaften startete sie auch in beiden Staffelwettbewerben: In der 4-mal-100-Meter-Staffel kam sie mit der polnischen Mannschaft auf den sechsten Platz, in der 4-mal-400-Meter-Staffel holte das polnische Quartett Bronze.
Bei den Weltmeisterschaften 1987 wurde sie Siebte über 200 Meter. 1988 gewann sie über dieselbe Distanz Gold bei den Halleneuropameisterschaften in Budapest.
Sechsmal wurde sie polnische Meisterin über 200 Meter (1983–1987, 1989) und einmal über 100 Meter (1986). In der Halle holte sie zweimal den nationalen Titel über 60 Meter (1984, 1988) und viermal über 200 Meter (1982–1984, 1988).

## Persönliche Bestzeiten
- 60 m (Halle): 7,26 s, 7. Februar 1988, Karlsruhe
- 100 m: 10,93 s, 27. Juni 1986, Grudziądz (polnischer Rekord)
- 200 m: 22,13 s, 8. Juli 1986, Moskau (polnischer Rekord)
  - Halle: 22,69 s, 6. März 1988, Budapest (polnischer Rekord)
- 400 m: 51,30 s, 24. Mai 1986, Chania